# One Houston Center
One Houston Center je kancelářský mrakodrap v texaském městě Houston. Má 46 pater a výšku 206,6 metrů, je tak 13. nejvyšší mrakodrap ve městě. Byl dokončen v roce 1978 a za designem budovy stojí firma 3D/International.